# Edwin Congo
Edwin Arturo Congo Murillo, kurz Edwin Congo (* 7. Oktober 1976 in Bogotá) ist ein ehemaliger kolumbianischer Fußballspieler.

## Spielerkarriere

### Real Madrid
Edwin Congo startete seine Fußballerkarriere bei Once Caldas in seiner kolumbianischen Heimat. Dort gelangen ihm 30 Tore in 110 Spielen, weshalb das große Real Madrid auf ihn aufmerksam wurde. Er stand zwar vier Jahre bei den „Königlichen“ unter Vertrag, spielte allerdings nicht einmal für die erste Mannschaft. Für die Saison 1999/2000 war er an den spanischen Erstligisten Real Valladolid ausgeliehen. Im folgenden Jahr an Vitória Guimarães aus Portugal. In der Saison 2001/2002 wurde er erneut ausgeliehen, dieses Mal an den französischen Zweitligisten FC Toulouse.

### Die letzten Jahre
Im Sommer 2003 verließ Edwin Congo Real nach seinem glücklosen Engagement wieder. Von 2003 bis 2006 spielte Edwin Congo drei Jahre lang für UD Levante, mit dem er einmal ab- und zweimal aufstieg. Für die Saison 2006/2007 ging er zum Zweitligisten Sporting Gijón, für den er 11 Tore in 34 Spielen erzielte und sich somit für einen Vertrag beim Erstligisten Recreativo Huelva empfehlen konnte. Nach nur sechs Einsätzen musste er die Andalusier jedoch schon nach einem Jahr wieder verlassen.
Jetzt spielt er für Fünftligisten (Regional Preferente) Olímpic de Xàtiva. Bei diesem Fußballverein erzielte er in zwei Spielen drei Tore. Im Sommer 2009 beendete er seine Laufbahn.

### International
Edwin Congo hat 20 Länderspiele für die kolumbianische Nationalmannschaft bestritten, wobei er ein Tor erzielte.

## Erfolge

### UD Levante
- 2003/04 – Aufstieg in die Primera División
- 2005/06 – Aufstieg in die Primera División